# Santa Maria de Porqueres
Santa Maria de Porqueres – kościół w stylu romańskim z XII wieku, znajdujący się w Porqueres, na zachodnim brzegu jeziora Banyoles, w Katalonii, w Hiszpanii. Budowla reprezentuje prawie idealny, typowy przykład budowy kościoła w Katalonii. Z tego powodu została ujęta 3 czerwca 1931 w randze "zabytków narodowych" państwa hiszpańskiego. Innym ważnym szczegółem jest wolnostojący Comunidor, znajdujący się obok kościoła, po lewej stronie. 

## Położenie i historia

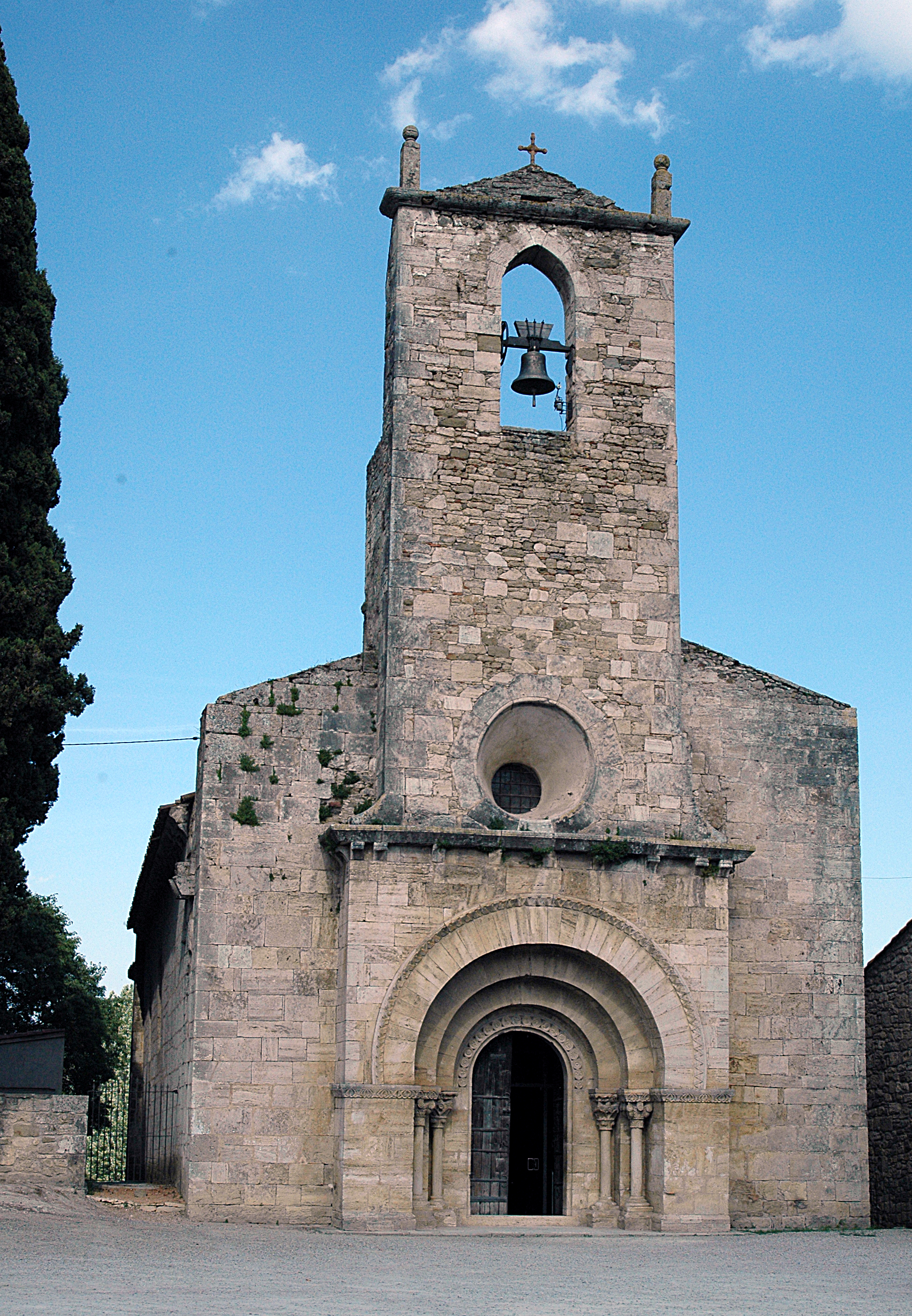
Santa Maria de Porqueres

Kościół Santa Maria de Porqueres znajduje się na wąskim wzgórzu, na zachodnim brzegu jeziora Banyoles. Miejsce, w którym stoi budowla zostało specjalnie wybrane przez pierwszych osadników, aby zapobiec powodziom osiedla i terenów kościelnych. Kościół skierowany jest na wschód, w kierunku jeziora. Obecny kościół został zainaugurowany 13 kwietnia 1182. Ostatnie prace renowacyjne miały miejsce w latach 1957-1960. Kwadratowa dzwonnica została zastąpiona oryginalną kodonostazą – dzwonnicą ścienną.
W odróżnieniu od wielu innych kościołów romańskich, Santa Maria de Porqueres przyciąga bezpośrednio uwagę odwiedzających. Wejście główne robi imponujące wrażenie. Zbliżając się do morza, wyróżnia się solidna, dobrze ukształtowana apsyda. W grube mury absydy pierwotnej wbudowane są apsydy wtórne.  

## Wejście do kościoła
Pomimo niezaprzeczalnej obecności elementów rzeźbiarskich, portal wejściowy składa się z czterech przejrzystych, łuków romańskich. Trzy zewnętrzne łuki mają kształt podkowy. Wewnętrzny łuk, graniczący z drzwiami wejściowymi, zdobią dwadzieścia dwa rzeźbione kamienne medaliony. Kościół jest ozdobiony motywami królików, róż, zwierzęcia podobnego do kota, ludzką głową, krzyża z kwiatami i orłem. Cztery kapitele wejściowe, po dwa z każdej strony - niosą dwa wewnętrzne łuki. Motywy tych czterech kapiteli, które składają się głównie z motywów kwiatowych z nielicznymi motywami zwierzęcymi, zapraszają gościa do wnętrza kościoła. Gość wchodzi przez duże, dębowe drzwi, ozdobione okuciami romańskimi. 
Po wejściu do kościoła wielkie zainteresowanie wzbudza jego nawa ze względu na swoją prostotę. Sklepienie kolebkowe z kamieni gładkich kończy się prostym gzymsem. Nawa ma 19,30 metrów długości i jest przedłużona o absydę o długości 8,50 metra. Ma 7 metrów szerokości i wysokość 10 metrów, i dwa okna po każdej stronie.
Po lewej stronie, z tyłu nawy znajduje się oryginalna romańska, kamienna chrzcielnica z trawertynu. Na tylnej ścianie, po prawej stronie od wejścia wisi obraz "Świętego Chrystusa z Porqueres", z XVI wieku, obok znajduje się obraz "Dziewicy bólu", z XVII wieku.

## Łuk triumfalny i chór
Majestatyczny łuk triumfalny z dwiema mocnymi kolumnami i potężnymi kapitelami oddziela chór od nawy. Głowica kolumny (po lewej) pokazuje błogosławieństwo Jezusa, otoczonego przez swoich apostołów. Głowica kolumny (po prawej stronie) pokazuje sceny z aniołami, a także sceny z ogrodu Eden: Ewa oferuje Adamowi zakazany owoc, który również spożywa. Wąż - symbol diabła, wije się na drzewie wiedzy.

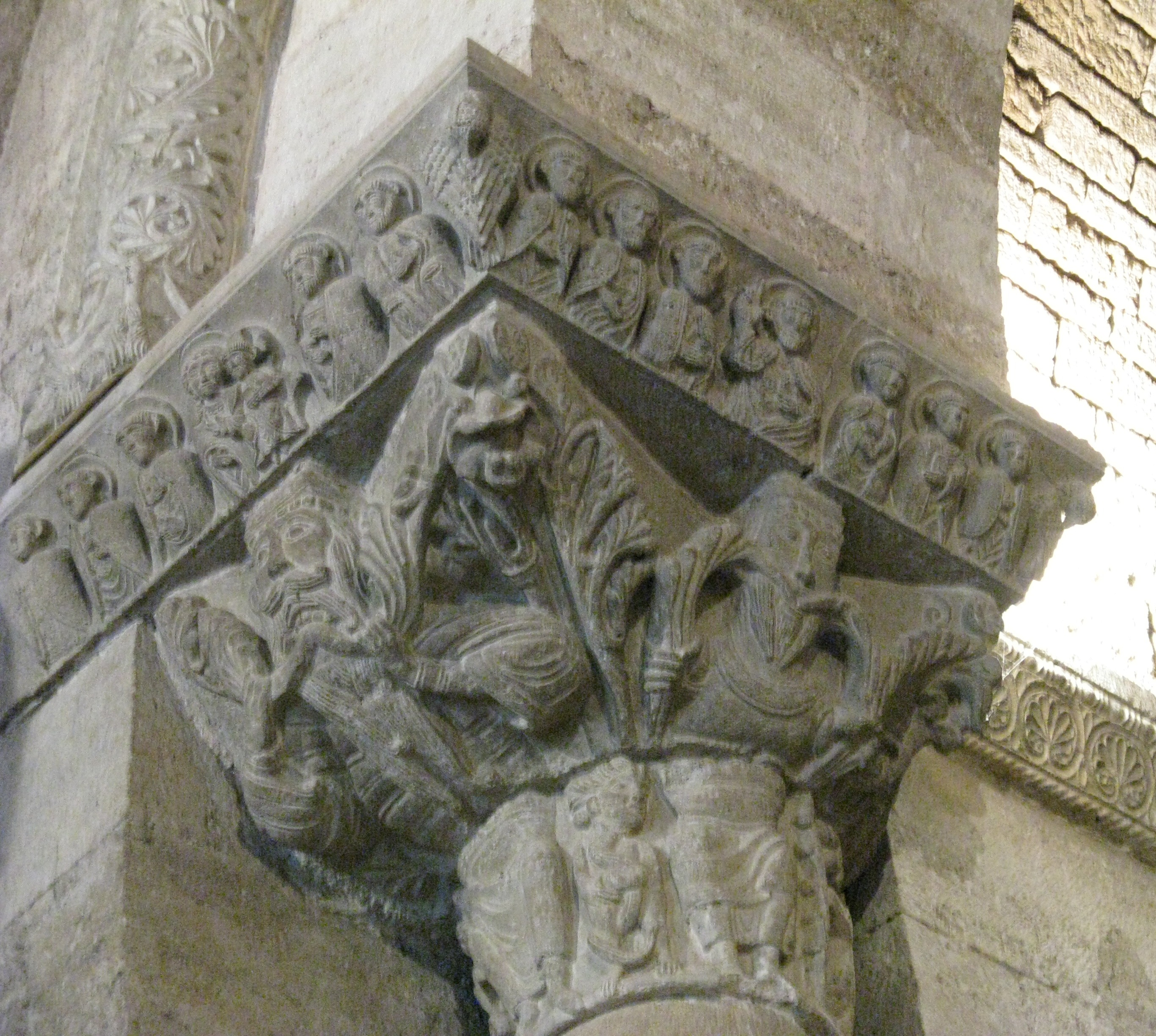
Głowica kolumny po lewej stronie, pokazująca błogosławieństwo Jezusa, otoczonego przez swoich apostołów
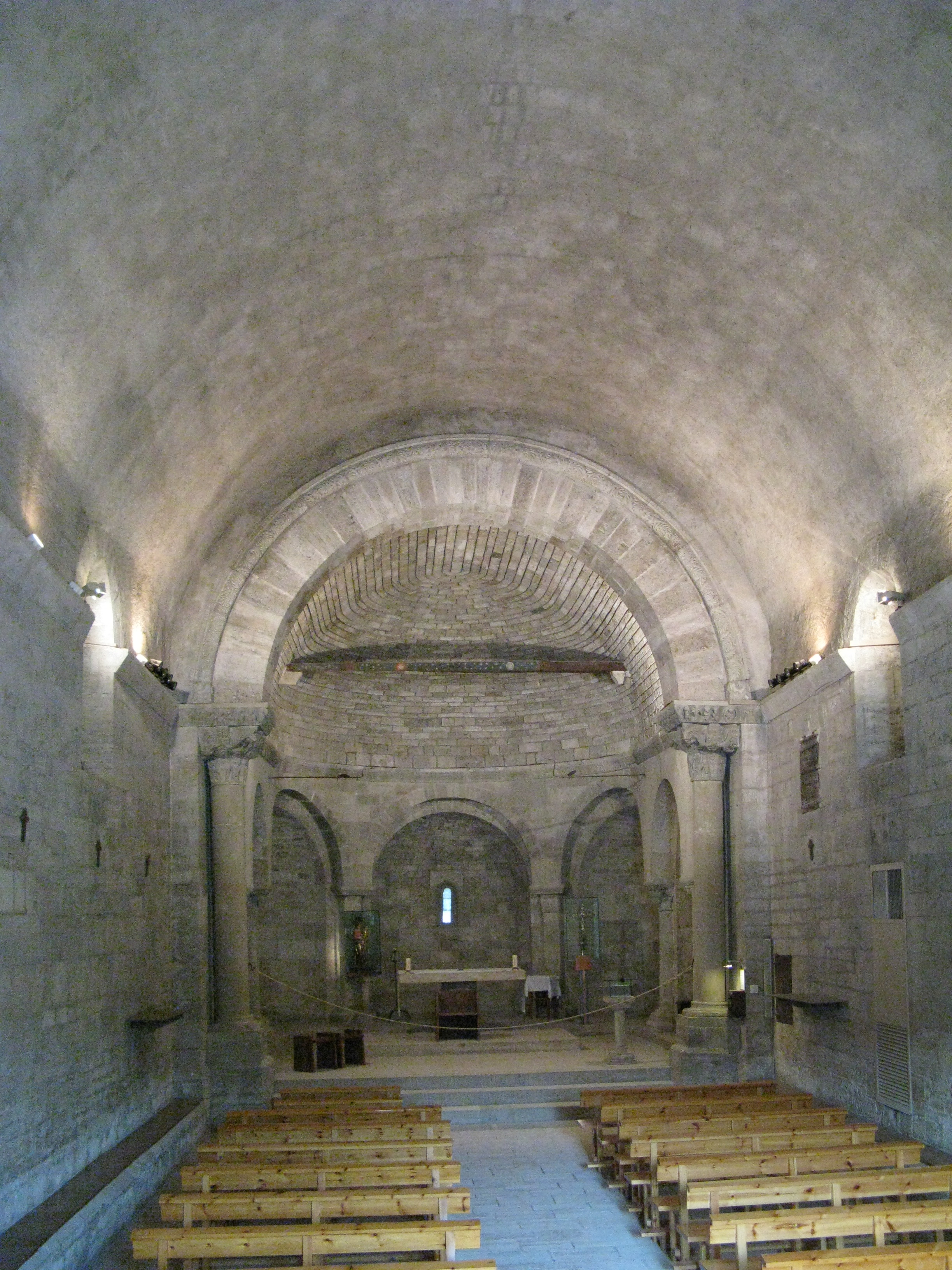
Nawa kościoła Santa Maria de Porqueres
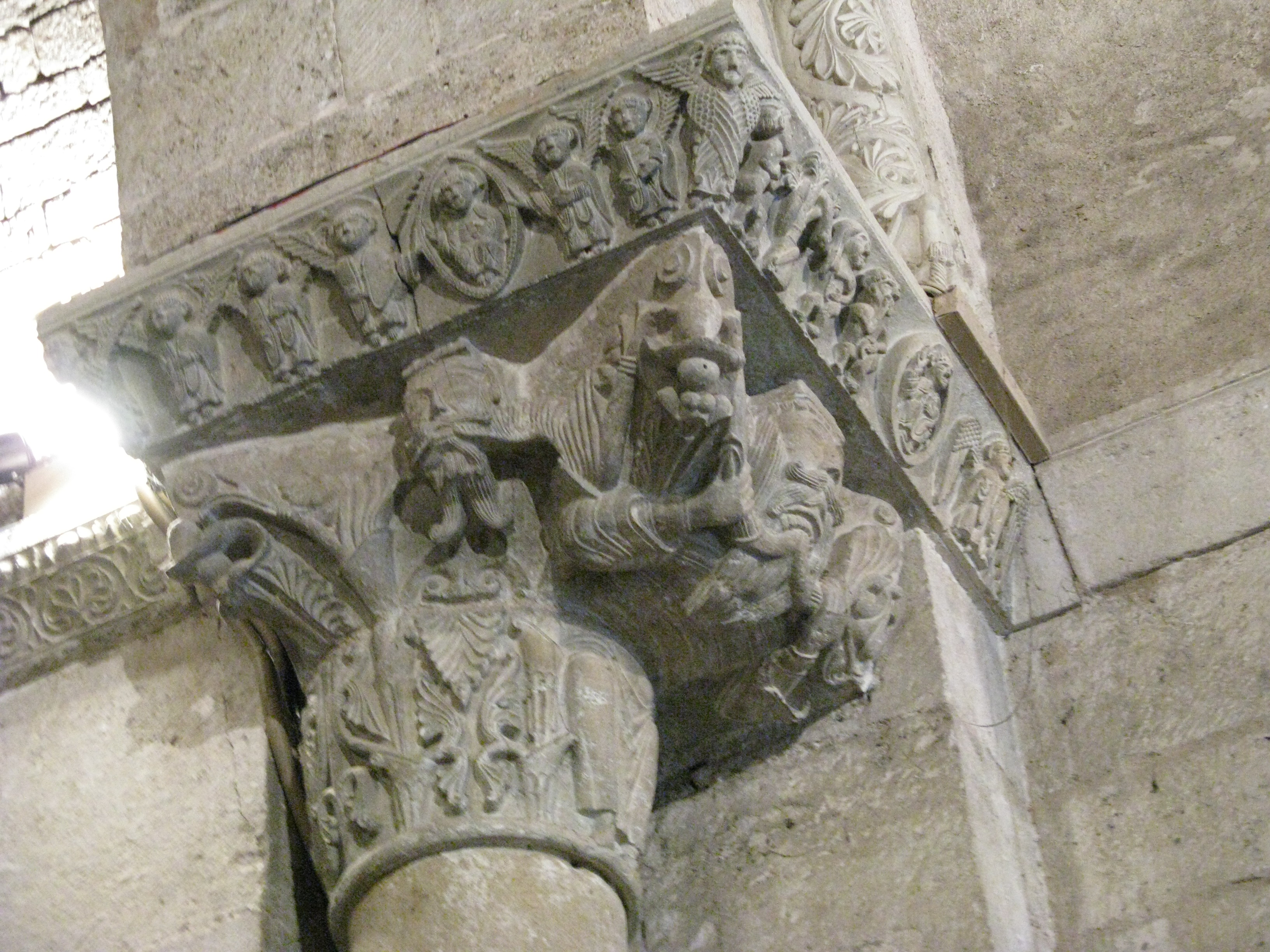
Głowica kolumny po prawej stronie, pokazująca sceny z aniołami, a także sceny z ogrodu Eden

## Comunidor

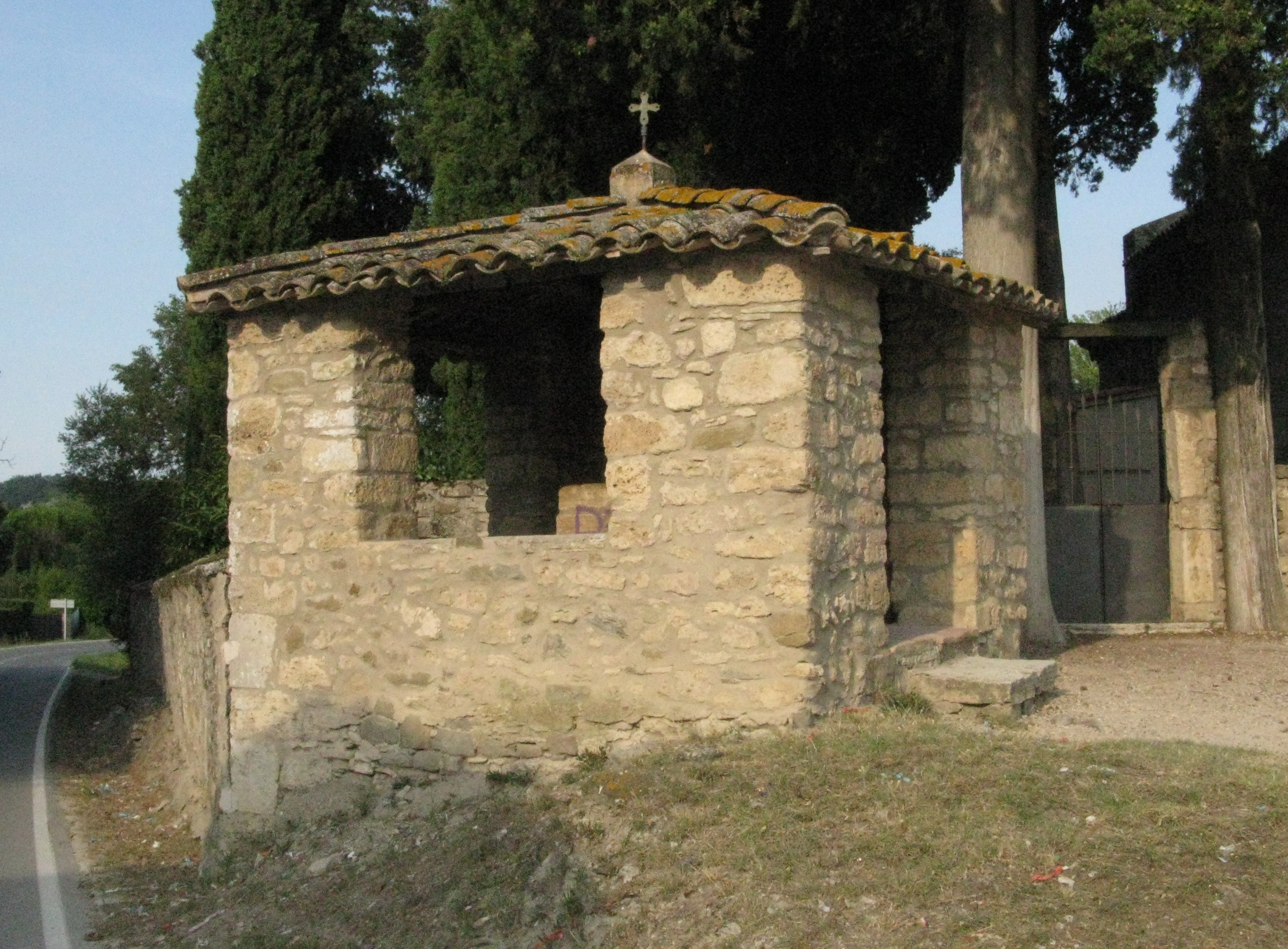
Comunidor obok kościoła Santa Maria de Porqueres

Cechą szczególną tego kościoła jest Comunidor – wolnostojące, całkowicie oddzielone od budynku kościoła pomieszczenie. Drewniany, belkowany dach i krzyż żelazny na dachu, to dwie interesujące cechy tego średniowiecznego budynku.
Dopóki życie religijne było integralną częścią ogólnego życia społecznego, kapłani korzystali z takiej świątyni, aby błogosławić wszystkie cztery niebiańskie strony, a tym samym chronić żniwa przed ewentualną złą pogodą.

## Literatura
- Ajuntament de Porqueres: Santa Maria de Porqueres – A romanesque church of the 12th century. (ang.)